# MYOB
MYOB（全称：Mind Your Own Business）是一所澳大利亚的跨国公司，主要向中小型企业提供会计等服务。

## 发展历史
MYOB在80年代初由Christopher Lee在Teleware的一个技术团队创立。1993年，Teleware被Best Software（现在的Sage Group）收购。1999年7月9日，MYOB在澳洲證券交易所（ASX）上市。
2009年1月，Archer Capital完成了对MYOB的收购。
2011年8月，Archer Capital将MYOB卖给了贝恩资本，价格不明。

## 产品
MYOB现在拥有一个需要订阅的产品、一个基于浏览器的会计产品，发布于2010年8月。2012年10月24日，MYOB正式对外发布AccountRight Live——其旗舰产品的云版本。

## 兼并和收购
- 2013年6月4日 BankLink  [3]
- 2011年9月 被贝恩资本收购
- 2008年8月20日 收购Smartyhost
- 2013年8月5日 与Smartyhost分离
- 2008年2月28日 收购ilisys
- 2013年8月5日 与ilisys分离
- 2003年1月5日 Exonet
- 2006年8月1日 Comacc
- 2006年3月30日 Macquarie Outsource Pty Ltd和Macquarie Outsource Sdn Bhd
- 2006年1月31日Conto、JumpStart Computer Accounting和Trainers[4]
- 2003年3月5日 NZA
- 2000年11月23日 Rorquals
- SeaSoft Computer Services Sdn Bhd on 9 October 2000
- 1999年11月30日 Professional Tools (NZ) Ltd
- 1999年10月11日 Blue Tongue Technology Pty Ltd
- 1999年9月27日 CA Systems

- 2000年12月8日 控制了Xlon和其母公司Ceedata的股份s[5]
- VIZTOPIA Software Limited and parent company MICL Holdings Limited on 19 September 2000[6]

- 1997年10月8日Teletax Systems Pty Ltd[7]
- Bestware1996[8]